# Don't Worry Bout Me (canção de Zara Larsson)
"Don't Worry Bout Me" é uma canção da cantora sueca Zara Larsson. O seu lançamento ocorreu a 28 de março de 2019, através da editora discográfica Record Company TEN e Epic Records. Larsson escreveu a canção com Tove Lo, Rami Yacoub, Linnea Södahl, Whitney Phillips e The Struts, que também produziram a música. Musicalmente, é uma música dance-pop com produção dancehall inspirada no house music. A música aparece como faixa bônus na edição deluxe japonesa do terceiro álbum de estúdio de Larsson, Poster Girl (2021). A música alcançou o top 10 na Suécia e na Espanha.

## Recepção critica
Robin Murray da revista Clash descreveu a faixa como "eletrizante" e "como um tour de força da energia pop, apoiado por um coro matador e uma das atuações vocais mais enfáticas de Zara até hoje". Cerys Kenneally, da The Line of Best Fit, chamou-o de "um número elegante de verão".

## Videoclipe
O clipe oficial da música foi lançado dia 25 de abril de 2019 na conta oficial de Zara no YouTube. Minutos depois, "Wow" foi lançada, servindo como terceiro single do seu terceiro álbum de estúdio, Poster Girl (2021).

## Faixas e formatos
- Download digital / streaming[9]

1. "Don't Worry Bout Me" — 3:28

- Don't Worry Bout Me — Rudimental Remix[10]

1. "Don't Worry Bout Me" (Rudimental remix) — 3:13

- Don't Worry Bout Me — EP de remixes[11]

1. "Don't Worry Bout Me" (Rudimental remix) — 3:13
2. "Don't Worry Bout Me" (Futosé Remix (radio edit)) — 3:43
3. "Don't Worry Bout Me" (Diamond Pistols remix) — 4:00
4. "Don't Worry Bout Me" (Alle Farben remix) — 2:51

## Desempenho nas tabelas musicais
| Tabela musical (2019)                        | Melhor posição |
| -------------------------------------------- | -------------- |
| Bélgica (Ultratip Bubbling Under da Valônia) | 14             |
| Escócia (The Official Charts Company)        | 34             |
| Espanha (PROMUSICAE)                         | 5              |
| Irlanda (IRMA)                               | 36             |
| Lituânia (AGATA)                             | 66             |
| Noruega (VG-lista)                           | 26             |
| Nova Zelândia (RMNZ)                         | 10             |
| Reino Unido (Singles)                        | 34             |
| Suécia (Sverigetopplistan)                   | 7              |

## Certificações
| Região | Certificador      | Certificação | Vendas     |
| --- | ----------------- | ------------ | ---------- |
| Brasil | Pro-Música Brasil | Ouro         | 30,000‡    |
| Noruega | IFPI              | Ouro         | 30,000‡    |
| Reino Unido | BPI               | Prata        | 200,000‡   |
| Streaming |                   |              |            |
| Suécia | GLF               | Platina      | 8,000,000† |
| ‡vendas+valores de streaming baseados apenas na certificação †valores de streaming baseados apenas na certificação |                   |              |            |

## Histórico de lançamento
| Região | Data                | Formato                    | Versão           | Gravadora | Ref.          |
| ------ | ------------------- | -------------------------- | ---------------- | --------- | ------------- |
| Várias | 28 de março de 2019 | Download digital streaming | Original         | TEN Epic  | [ 9 ] [ 25 ]  |
| Várias | 24 de abril de 2019 | Download digital streaming | Rudimental remix | TEN Epic  | [ 10 ] [ 26 ] |
| Várias | 3 de maio de 2019   | Download digital streaming | EP de remixes    | TEN Epic  | [ 11 ] [ 27 ] |